# Wintersun (album)
Pour le groupe, voir Wintersun.
Albums de Wintersun
Time I (2012)
Wintersun est le premier album du groupe Wintersun.

## Liste des titres
1. "Beyond the Dark Sun" – 2:38 (1998)
2. "Winter Madness" – 5:08 (2002)
3. "Sleeping Stars" – 5:41 (1995-2003)
4. "Battle Against Time" – 7:03 (2002-2003)
5. "Death and the Healing" – 7:13 (1996)
6. "Starchild" – 7:54 (2000-2003)
7. "Beautiful Death" – 8:16 (2003)
8. "Sadness and Hate" – 10:16 (1996)

## Membres ayant enregistré
Cet album fut entièrement enregistré par Jari Mäenpää à l'exception de la batterie enregistrée par Kai Hahto